# William Floyd (Mathematiker)

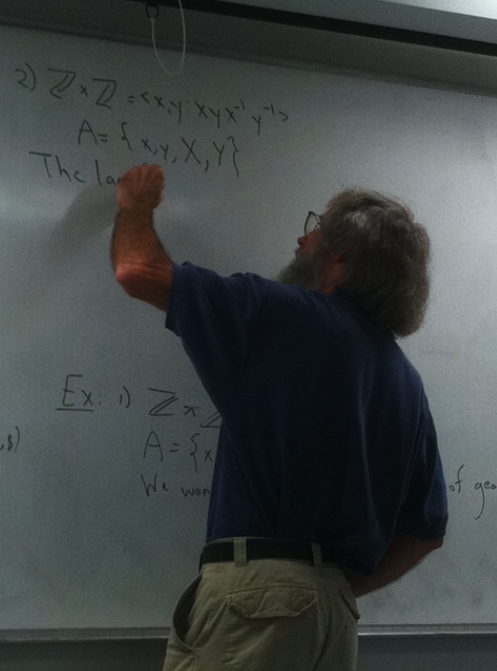
William Floyd

William J. Floyd ist ein US-amerikanischer Mathematiker, der sich mit niedrigdimensionaler Topologie und geometrischer Gruppentheorie befasst.
Floyd wurde 1978 bei William Thurston an der Princeton University promoviert (Group completions and limit sets of Kleinian Groups). In seiner Dissertation führte er Floyd-Ränder ein (eine Kompaktifizierung endlich erzeugter Gruppen). Er ist Professor am Virginia Polytechnic Institute.
Mit Steven Kerckhoff schrieb er den größten Teil der einflussreichen Vorlesung von Thurston Geometry and Topology of 3-Manifolds von 1978/79 nieder. In den 2000er Jahren befasste er sich mit Versuchen, die Vermutung von James W. Cannon (1998) in der geometrischen Gruppentheorie zu beweisen (zusammen mit Cannon selbst und Walter Parry, Methode der Finite Subdivision Rules).

## Schriften
- mit Allen Hatcher Incompressible surfaces in punctured-torus bundles, Topology and its Applications, Band 13, 1982, S. 263–282
- mit Cannon, Parry Finite subdivision rules, Conformal Geometry and Dynamics, Band 5, 2001, S. 153–196.